# لويس الثالث (ملك فرنسا)
لويس الثالث ملك فرنسا (و. 863 – 882 م) هو عاهل من فرنسا تولى منصب المَلِك .